# Mormopterus doriae
Mormopterus doriae — вид кажанів родини молосових. Цей вид відомий тільки з типової місцевості в північній Суматрі, Індонезія, нижче 250 м над рівнем моря. Він не був записаний знову, після його опису в 1907 році.